# Na robu znanosti (TV-serija)
Na robu znanosti (izvirno angleško Fringe) je ameriška znanstvenofantastično-kriminalistična dramska serija, ki se je na programu Fox začela predvajati septembra 2008. Serijo kritiki opisujejo kot novodobno različico kultne serije iz 90. let 20. stoletja - Dosjejev X. Serija se je po petih sezonah s stotim delom končala 18. januarja 2013.
V Sloveniji serijo predvaja POP TV. Na sporedu je od ponedeljka do četrtka okoli 23.25.
Prva sezona se je začela 16. marca 2011 in se končala 22. aprila 2011. Druga sezona se je začela 25. aprila 2011 in se končala 31. maja 2011.
Tretja sezona se je začela 14. avgusta 2012 in se končala 19. septembra 2012. Četrta sezona se je začela 20. septembra 2012 in se končala 29. oktobra 2012.

## Opis
Serija se osredotoča na obrobno enoto znotraj ameriškega Zveznega preiskovalnega urada (FBI), ki deluje v Bostonu, v zvezni državi Massachusetts, nadzira pa jo Ministrstvo za domovinsko varnost. Moštvo uporablja neobičajno, obrobno znanost in preiskovalne metode FBI za raziskave niza nepojasnjenih, dostikrat grozljivih dogodkov, ki so povezani s skrivnostnmi, ki obkrožajo vzporedno vesolje.

## Igralska zasedba

### Glavni/stalni liki
- Anna Torv kot Olivia Dunham
- Joshua Jackson kot Peter Bishop
- John Noble kot dr. Walter Bishop
- Lance Reddick kot Phillip Broyles
- Jasika Nicole kot Astrid Farnsworth
- Blair Brown kot Nina Sharp

### Nestalni liki
- Kirk Acevedo kot Charlie Francis
- Mark Valley kot John Scott
- Kevin Corrigan kot Sam Weiss
- Seth Gabel kot Lincoln Lee
- Michael Gaston kot Sanford Harris
- Ari Graynor kot Rachel Dunham
- Jared Harris kot David Robert Jones
- Chance Kelly kot Mitchell Loeb
- Ryan McDonald kot Brandon Fayette
- Leonard Nimoy kot William Bell
- Lily Pilblad kot Ella Blake
- Sebastian Roché kot Thomas Jerome Newton

## Pregled sezon
| Sezona | Sezona | Epizode | Prvo predvajanje v ZDA (Fox) | Prvo predvajanje v ZDA (Fox) | Prvo predvajanje v Sloveniji (POP TV) | Prvo predvajanje v Sloveniji (POP TV) | Prvo predvajanje v Sloveniji (POP TV) |
| Sezona | Sezona | Epizode | Premiera sezone              | Finale sezone                | Premiera sezone                       | Finale sezone                         |                                       |
| ------ | ------ | ------- | ---------------------------- | ---------------------------- | ------------------------------------- | ------------------------------------- | ------------------------------------- |
|        | 1      | 20      | 9. september 2008            | 12. maj 2009                 | 16. marec 2011                        | 21. april 2011                        |                                       |
|        | 2      | 23      | 17. september 2009           | 20. maj 2010                 | 25. april 2011                        | 31. maj 2011                          |                                       |
|        | 3      | 22      | 23. september 2010           | 6. maj 2011                  | 14. avgust 2012                       | 19. september 2012                    |                                       |
|        | 4      | 22      | 23. september 2011           | 11. maj 2012                 | 20. september 2012                    | 29. oktober 2012                      |                                       |
|        | 5      | 13      | 28. september 2012           | 18. januar 2013              | /                                     | /                                     |                                       |